# FC Apelles Plauen
FC Apelles Plauen was een Duitse voetbalclub uit Plauen.

## Geschiedenis
De club werd opgericht in 1905 en speelde in de competitie van de Gau Vogtland, een onderdeel van de Midden-Duitse voetbalbond. De club werd kampioen in 1909 en plaatste zich voor de eindronde, waar de club van Dresdner SC verloor. Ook het volgende seizoen werd de titel behaald, maar in de eindronde verloor de club opnieuw in de eerste ronde, deze keer van SC Erfurt 1895.
In 1910/11 stootte de club voor het eerst door naar de tweede ronde, na een overwinning op Chemnitzer BC. In de kwartfinale verloor Apelles dan van VfB Leipzig. Het volgende seizoen doorbrak Konkordia Plauen de hegemonie van de club in Vogtland.
In 1919 fusioneerde de club met Plauener BC en werd zo Plauener SuBC.

## Erelijst
Kampioen Vogtland
1909, 1910, 1911